# 1433
Il 1433 (MCDXXXIII in numeri romani) è un anno  del XV secolo.

## Eventi
- 31 maggio – incoronazione di Sigismondo ad Imperatore del Sacro Romano Impero, da parte di papa Eugenio IV; presentazione del mottetto Supremum est mortalibus bonum di Guillaume Dufay, scritto per l'occasione.
- 14 novembre – Contratto di allogazione a Donatello per una cantoria per Santa Maria del Fiore a Firenze.
- (circa) Matteo Palmieri compone Della vita civile un dialogo pubblicato postumo nel 1529 ed in cui tratta dell'educazione traendo spunto da studiosi del passato come Cicerone, Quintiliano e Plutarco.
- La Villa di Poggio Gherardo a Coverciano diviene proprietà dei Gherardi.
- Cosimo de' Medici viene bandito in esilio a Padova dalle famiglie Barbadori, Strozzi e Albizi.
- La Repubblica di Venezia strappa Bergamo e Brescia ai Visconti.

## Nati
- 23 giugno - Francesco II di Bretagna, conte († 1488)
- 31 agosto - Sigismondo I d'Este, nobile italiano († 1507)
- 17 settembre - Giacomo di Coimbra, cardinale e arcivescovo cattolico portoghese († 1459)
- 27 settembre - Stanislao Casimiritano, presbitero e santo polacco († 1489)
- 19 ottobre - Bernardo Bembo, umanista italiano († 1519)
- 20 ottobre - Marsilio Ficino, filosofo, umanista e astrologo italiano († 1499)
- 10 novembre - Carlo I di Borgogna, nobile († 1477)
- 10 novembre - Jeanne de Laval, nobile francese († 1498)
- 17 novembre - Ferdinando d'Aviz, principe portoghese († 1470)
- Niccolò Ariosto, militare italiano († 1500)
- Carlo II di Borbone, cardinale e arcivescovo cattolico francese († 1488)
- Francesco Colonna, religioso italiano († 1527)
- Felice Feliciano, umanista italiano († 1479)
- Robert Gaguin, filosofo e umanista francese († 1501)
- László Hunyadi, politico ungherese († 1457)
- Giovanni Mazone, pittore italiano († 1511)
- Ludovico Morbioli, beato italiano († 1485)
- Mirkhond, storico persiano († 1498)
- Nilo di Sora, monaco cristiano e mistico russo († 1508)
- Marco Zoppo, pittore italiano († 1478)
- Stefano III il Grande, sovrano moldavo († 1504)
- Eleonora Stuart, principessa scozzese († 1480)
- Francesco di Antonio del Chierico, miniatore e orafo italiano († 1488)

## Morti
- 13 aprile - Lope González de Costes, teologo e presbitero spagnolo (n. 1370)
- 14 aprile - Liduina di Schiedam, mistica olandese (n. 1380)
- 18 aprile - Cleofe Malatesta, nobile
- 19 aprile - Piccarda Bueri, italiana (n. 1368)
- 4 maggio - Pietro Emiliani, politico e vescovo cattolico italiano (n. 1362)
- 1º giugno - Giacomo II di Urgell, nobile (n. 1380)
- 14 agosto - Giovanni I del Portogallo, re portoghese (n. 1357)
- 31 agosto - Pietro I di Lussemburgo-Saint Pol, nobile francese (n. 1390)
- 5 settembre - Lê Lợi, imperatore e generale vietnamita (n. 1385)
- 6 settembre - Piergentile da Varano, politico italiano (n. 1400)
- 27 settembre - Giovanna di Valois, principessa francese (n. 1391)
- 1º ottobre - Bartolomeo della Capra, arcivescovo cattolico italiano
- 1º dicembre - Go-Komatsu, imperatore giapponese (n. 1377)
- 20 dicembre - Baysonqor, nobile persiano (n. 1397)
- Stefano Agazzari, religioso italiano (n. 1354)
- Jean de Brosse, militare francese (n. 1375)
- Kham Tam, sovrano laotiano
- Lue Sai, sovrano laotiano
- Antonio Martini di Atri, pittore italiano
- Nikolaus di Gara, politico ungherese (n. 1367)
- Giovanni II da Varano, condottiero e politico italiano

## Calendario
| Calendario 1433 | Calendario 1433 | Calendario 1433 | Calendario 1433 | Calendario 1433 | Calendario 1433 | Calendario 1433 | Calendario 1433 | Calendario 1433 | Calendario 1433 | Calendario 1433 | Calendario 1433 | Calendario 1433 | Calendario 1433 | Calendario 1433 | Calendario 1433 | Calendario 1433 | Calendario 1433 | Calendario 1433 | Calendario 1433 | Calendario 1433 | Calendario 1433 | Calendario 1433 | Calendario 1433 | Calendario 1433 | Calendario 1433 | Calendario 1433 | Calendario 1433 | Calendario 1433 | Calendario 1433 | Calendario 1433 | Calendario 1433 | Calendario 1433 |
| --------------- | --------------- | --------------- | --------------- | --------------- | --------------- | --------------- | --------------- | --------------- | --------------- | --------------- | --------------- | --------------- | --------------- | --------------- | --------------- | --------------- | --------------- | --------------- | --------------- | --------------- | --------------- | --------------- | --------------- | --------------- | --------------- | --------------- | --------------- | --------------- | --------------- | --------------- | --------------- | --------------- |
|                 | 1               | 2               | 3               | 4               | 5               | 6               | 7               | 8               | 9               | 10              | 11              | 12              | 13              | 14              | 15              | 16              | 17              | 18              | 19              | 20              | 21              | 22              | 23              | 24              | 25              | 26              | 27              | 28              | 29              | 30              | 31              |                 |
| Gennaio         | Gi              | Ve              | Sa              | Do              | Lu              | Ma              | Me              | Gi              | Ve              | Sa              | Do              | Lu              | Ma              | Me              | Gi              | Ve              | Sa              | Do              | Lu              | Ma              | Me              | Gi              | Ve              | Sa              | Do              | Lu              | Ma              | Me              | Gi              | Ve              | Sa              |                 |
| Febbraio        | Do              | Lu              | Ma              | Me              | Gi              | Ve              | Sa              | Do              | Lu              | Ma              | Me              | Gi              | Ve              | Sa              | Do              | Lu              | Ma              | Me              | Gi              | Ve              | Sa              | Do              | Lu              | Ma              | Me              | Gi              | Ve              | Sa              |                 |                 |                 |                 |
| Marzo           | Do              | Lu              | Ma              | Me              | Gi              | Ve              | Sa              | Do              | Lu              | Ma              | Me              | Gi              | Ve              | Sa              | Do              | Lu              | Ma              | Me              | Gi              | Ve              | Sa              | Do              | Lu              | Ma              | Me              | Gi              | Ve              | Sa              | Do              | Lu              | Ma              |                 |
| Aprile          | Me              | Gi              | Ve              | Sa              | Do              | Lu              | Ma              | Me              | Gi              | Ve              | Sa              | Do              | Lu              | Ma              | Me              | Gi              | Ve              | Sa              | Do              | Lu              | Ma              | Me              | Gi              | Ve              | Sa              | Do              | Lu              | Ma              | Me              | Gi              |                 |                 |
| Maggio          | Ve              | Sa              | Do              | Lu              | Ma              | Me              | Gi              | Ve              | Sa              | Do              | Lu              | Ma              | Me              | Gi              | Ve              | Sa              | Do              | Lu              | Ma              | Me              | Gi              | Ve              | Sa              | Do              | Lu              | Ma              | Me              | Gi              | Ve              | Sa              | Do              |                 |
| Giugno          | Lu              | Ma              | Me              | Gi              | Ve              | Sa              | Do              | Lu              | Ma              | Me              | Gi              | Ve              | Sa              | Do              | Lu              | Ma              | Me              | Gi              | Ve              | Sa              | Do              | Lu              | Ma              | Me              | Gi              | Ve              | Sa              | Do              | Lu              | Ma              |                 |                 |
| Luglio          | Me              | Gi              | Ve              | Sa              | Do              | Lu              | Ma              | Me              | Gi              | Ve              | Sa              | Do              | Lu              | Ma              | Me              | Gi              | Ve              | Sa              | Do              | Lu              | Ma              | Me              | Gi              | Ve              | Sa              | Do              | Lu              | Ma              | Me              | Gi              | Ve              |                 |
| Agosto          | Sa              | Do              | Lu              | Ma              | Me              | Gi              | Ve              | Sa              | Do              | Lu              | Ma              | Me              | Gi              | Ve              | Sa              | Do              | Lu              | Ma              | Me              | Gi              | Ve              | Sa              | Do              | Lu              | Ma              | Me              | Gi              | Ve              | Sa              | Do              | Lu              |                 |
| Settembre       | Ma              | Me              | Gi              | Ve              | Sa              | Do              | Lu              | Ma              | Me              | Gi              | Ve              | Sa              | Do              | Lu              | Ma              | Me              | Gi              | Ve              | Sa              | Do              | Lu              | Ma              | Me              | Gi              | Ve              | Sa              | Do              | Lu              | Ma              | Me              |                 |                 |
| Ottobre         | Gi              | Ve              | Sa              | Do              | Lu              | Ma              | Me              | Gi              | Ve              | Sa              | Do              | Lu              | Ma              | Me              | Gi              | Ve              | Sa              | Do              | Lu              | Ma              | Me              | Gi              | Ve              | Sa              | Do              | Lu              | Ma              | Me              | Gi              | Ve              | Sa              |                 |
| Novembre        | Do              | Lu              | Ma              | Me              | Gi              | Ve              | Sa              | Do              | Lu              | Ma              | Me              | Gi              | Ve              | Sa              | Do              | Lu              | Ma              | Me              | Gi              | Ve              | Sa              | Do              | Lu              | Ma              | Me              | Gi              | Ve              | Sa              | Do              | Lu              |                 |                 |
| Dicembre        | Ma              | Me              | Gi              | Ve              | Sa              | Do              | Lu              | Ma              | Me              | Gi              | Ve              | Sa              | Do              | Lu              | Ma              | Me              | Gi              | Ve              | Sa              | Do              | Lu              | Ma              | Me              | Gi              | Ve              | Sa              | Do              | Lu              | Ma              | Me              | Gi              |                 |